# Château de la Côte
Château de la Côte (ook bekend als Chateau Marillaux en Chateau Meiland) is een kasteel in de Franse gemeente Beynac in het departement Haute-Vienne. Het gebouw werd voltooid in 1893 en werd ontworpen door architect Jules Tixier. Het kasteel kent in België en Nederland bekendheid door de realityserie Chateau Meiland.
Het gebouw is 950 m² groot en ligt op een terrein van ruim 6 hectare met twee boerderijen. Het werd gebouwd door aannemer B. Savoyaud uit Limoges voor commandant Léon Dupont. Op de begane grond bevindt zich een ruime hal met statige bordestrap, garderobe met een origineel fonteintje, een bibliotheek, kleine salon, grote salon en eetkamer. Het gebouw heeft vijftien open haarden met marmeren schouwen.
Het kasteel omvat twee trappenhuizen inclusief de personeelstrap vanuit de keuken tot de zolder. Op de eerste verdieping bevinden zich twee suites met telkens twee slaapkamers met een badkamer ertussen en drie kamers met een eigen badkamer. Op de tweede verdieping bevinden zich 10 slaapkamers en toegang tot de zolder.

## Familie Meiland
In 2019 werd het kasteel door de familie Meiland (Martien Meiland, Erica Renkema en Maxime Meiland) gekocht om het te verbouwen tot een Bed and Breakfast. Tijdens deze verbouwing werd de familie gevolgd voor de SBS6-realityserie Chateau Meiland. Ze renoveerden een groot deel van het gebouw en een aangrenzend bijgebouw. De serie bleek een groot succes en de kamers raakten snel volgeboekt.
Eind 2020 besloot de familie terug te keren naar Nederland. Het kasteel werd voor ruim 1,2 miljoen euro te koop gezet. Al snel bleek dat bedrag te hoog te zijn en in december 2021 werd de prijs verlaagd naar bijna 800.000 euro. Uiteindelijk werd het kasteel in januari 2022 verkocht aan een familie die de Bed and Breakfast verder wil uitbaten.

## Bewoners
- Léon Dupont (1893 - onbekend)[1]
- Familie Mariaux (onbekend - 2019)
- Familie Meiland (2019 - 2021)
- Familie Van Loon[7] (2022 - nu)

## Trivia
- De familie Meiland werd door de oud-eigenaar van het château een rechtszaak aangespannen omdat hij niet wilde dat zijn achternaam, Mariaux, voor het chateau gebruikt zou worden. De familie verloor de rechtszaak en veranderde de naam in Marillaux, waarbij alleen de schrijfwijze verandert en de uitspraak van de naam gelijk blijft.[8]